# Wasting Light
| 전문가 평가          | 전문가 평가 |
| 총 점수              | 총 점수     |
| 출처                 | 점수        |
| -------------------- | ----------- |
| AnyDecentMusic?      | 6.9/10      |
| 메타크리틱           | 78/100      |
| 평가 점수            |             |
| 출처                 | 점수        |
| AllMusic             | [ 3 ]       |
| The A.V. Club        | B           |
| The Daily Telegraph  | [ 5 ]       |
| Entertainment Weekly | A−          |
| The Guardian         | [ 7 ]       |
| NME                  | 8/10        |
| Pitchfork            | 6.4/10"     |
| Q                    | [ 10 ]      |
| Rolling Stone        | [ 11 ]      |
| Spin                 | 9/10        |

《Wasting Light》는 2011년 4월 12일 로즈웰과 RCA 레코드를 통해 발매된 미국의 록 밴드 푸 파이터스의 일곱 번째 스튜디오 음반이다. 초기 작품의 본질을 포착하고 디지털 녹음의 인위적인 조작을 피하고 싶었던 푸 파이터스는 아날로그 장비만을 사용하여 캘리포니아주 엔시노의 프론트맨 데이브 그롤의 차고에서 녹음했다. 세션은 너바나의 《Nevermind》에서 그롤과 함께 작업했던 버치 비그와 함께 밴드에 의해 제작되었다. 오래된 장비로 인해 사후 제작에서 많은 실수를 수정할 수 없었기 때문에 밴드는 3주 동안 곡 리허설을 했고 비그는 구식 편집 기술을 다시 배워야 했다. 이 밴드는 이전 음반의 실험과 대조적으로 더 무겁고 단조로운 사운드를 추구했다. 대부분의 가사는 그롤이 자신의 삶과 가능한 미래를 반영하는 것으로 쓰여졌다. 게스트 음악가로는 밥 몰드, 크리스 노보셀릭, 제시 그린, 라미 제피, 그리고 페이 웨이빌이 있다. 팻 스미어는 1997년 《The Color and the Shape》 이후 처음으로 밴드의 공식 멤버로 활동했고, 그는 그들의 이전 음반 《Echoes, Silence, Patience & Grace》에 세션 음악가로만 참여했다.
녹음 세션은 밴드의 웹사이트와 트위터에 기록되었다. 프로모션에는 다큐멘터리 《Foo Fighters: Back and Forth》와 팬들의 차고에서 공연을 포함한 전 세계 콘서트 투어가 포함되었다. 《Wasting Light》는 성공적인 싱글 〈Rope〉에 앞서 《빌보드》 록 송 차트에서 1위로 데뷔한 두 번째 곡이 되었다. 후속 싱글인 〈Walk〉도 높은 차트를 기록했다. 《Wasting Light》는 미국을 포함한 11개국에서 1위로 데뷔했으며, 대부분의 음악 평론가들로부터 긍정적인 평가를 받았으며, 그들은 제작과 작곡을 칭찬했다. 2012년, 《Wasting Light》는 베스트 록 음반을 포함하여 네 개의 그래미 어워드를 수상했다.

## 배경
2008년 《Echoes, Silence, Patience & Grace》 투어가 끝난 후, 푸 파이터스는 새 음반을 녹음하기 위해 할리우드의 그랜드마스터 레코더로 갔지만, 휴식을 취하기 위해 녹음을 포기했다. 이후 그들은 2009년 《Greatest Hits》 음반에 수록된 두 곡인 〈Wheels〉와 〈Word Forward〉를 재녹음했다. 이 녹음은 그롤의 밴드 너바나와 함께 그롤의 획기적인 음반 《Nevermind》 (1991년)에서 작업했던 프로듀서 버치 비그와 프론트맨 데이브 그롤을 재회시켰다.
그롤은 《Back in Black》이 정의한 AC/DC나 《Metallica》가 메탈리카를 정의한 것처럼 푸 파이터스를 "정의"하는 음반을 만들고 싶어했다. "그것은 그들의 최고의 음반은 아닐 수도 있지만, 사람들이 밴드를 가장 많이 식별하는 유일한 음반입니다. 당신은 사람들이 당신의 밴드의 특징이라고 생각하는 모든 것을 가지고 그것들을 증폭시키고 그것으로 하나의 간단한 음반을 만듭니다." 그는 비그가 "모든 지방을 다듬고 모든 것을 이해"하는 데 능숙하다고 생각했기 때문에 프로젝트를 위해 비그를 고용했다.
2010년 뎀 크룩키드 벌처스의 투어에서 그롤은 노래를 개발하고 데모를 녹음했으며, 개발을 위해 푸 파이터스의 드러머 테일러 호킨스에게 가져갔다. 밴드는 또한 기타리스트 팻 스미어가 상임 멤버로 복귀하는 것을 보았고, 스미어는 《The Color and the Shape》 (1997년)의 발매 이후 푸 파이터스를 떠났지만 2006년부터 투어 밴드의 일부였다.

## 포장재
이 음반의 첫 번째 CD 복사본에는 오리지널 아날로그 마스터 테이프의 작은 섹션이 포함되어 있다. 그롤은 "모든 마스터를 파괴하고 테이프의 조각들을 팬들에게 주는 것은 특별한 조치"라고 생각했기 때문에, 디지털 녹음은 그러한 기념품을 허용하지 않으며, 또한 《Wasting Light》와 관련된 모든 기술자들이 테이프에 대해 공개적으로 걱정하고 있기 때문에, 둘 다 그렇게 결정했다. 아트 디렉션은 뉴욕 스튜디오 모닝 브레스가 맡았고, 음반의 아날로그 녹음과 함께 이미지는 컴퓨터 그래픽을 사용하지 않고 복사기, 투명 잉크, X-액토 블레이드와 같은 "업계의 오래된 도구"로 만들어졌으며, 최종 결과는 CMYK에 인쇄되지 않았다.

## 곡 목록
모든 곡들은 데이브 그롤, 테일러 호킨스, 네이트 멘델, 크리스 시프렛 그리고 팻 스미어에 의해 작사/작곡하였다.
| #   | 제목                    | 재생 시간 |
| --- | ----------------------- | --------- |
| 1.  | 〈Bridge Burning〉      | 4:46      |
| 2.  | 〈Rope〉                | 4:19      |
| 3.  | 〈Dear Rosemary〉       | 4:26      |
| 4.  | 〈White Limo〉          | 3:22      |
| 5.  | 〈Arlandria〉           | 4:28      |
| 6.  | 〈These Days〉          | 4:58      |
| 7.  | 〈Back & Forth〉        | 3:52      |
| 8.  | 〈A Matter of Time〉    | 4:36      |
| 9.  | 〈Miss the Misery〉     | 4:33      |
| 10. | 〈I Should Have Known〉 | 4:15      |
| 11. | 〈Walk〉                | 4:16      |

## 인증
| 국가                                                                                         | 인증        | 판매량/출하량 |
| -------------------------------------------------------------------------------------------- | ----------- | ------------- |
| 오스트레일리아 (ARIA)                                                                        | 2× 플래티넘 | 140,000^      |
| 오스트리아 (IFPI 오스트리아)                                                                 | 골드        | 10,000*       |
| 벨기에 (BEA)                                                                                 | 골드        | 15,000*       |
| 캐나다 (뮤직 캐나다)                                                                         | 플래티넘    | 80,000^       |
| 핀란드 (Musiikkituottajat)                                                                   | 골드        | 19,397        |
| 독일 (BVMI)                                                                                  | 플래티넘    | 200,000       |
| 아일랜드 (IRMA)                                                                              | 골드        | 7,500^        |
| 이탈리아 (FIMI)                                                                              | 골드        | 30,000*       |
| 네덜란드 (NVPI)                                                                              | 골드        | 25,000^       |
| 뉴질랜드 (RMNZ)                                                                              | 플래티넘    | 15,000^       |
| 폴란드 (ZPAV)                                                                                | 골드        | 10,000*       |
| 스웨덴 (GLF)                                                                                 | 골드        | 20,000        |
| 스위스 (IFPI 스위스)                                                                         | 골드        | 15,000^       |
| 영국 (BPI)                                                                                   | 플래티넘    | 520,000       |
| 미국 (RIAA)                                                                                  | 플래티넘    | 1,000,000     |
| *판매량을 기반으로 한 인증 · ^출하량을 기반으로 한 인증 · 판매량+스트리밍을 기반으로 한 인증 |             |               |